# Rio Godeanu (Cerna)
O Rio Godeanu é um rio da Romênia, afluente do Rio Valea lui Iovan, localizado no distrito de Gorj.